# Shine (település)
Shine az Amerikai Egyesült Államok északnyugati részén, Washington állam Jefferson megyéjében elhelyezkedő önkormányzat nélküli település.
Shine postahivatala 1909 és 1923 között működött. A Shine név a „sunshine” (napsütés) szó rövidülése.

## Fordítás
- Ez a szócikk részben vagy egészben  a   Shine, Washington című angol Wikipédia-szócikk ezen változatának fordításán alapul.  Az eredeti cikk szerkesztőit annak laptörténete sorolja fel. Ez a jelzés csupán a megfogalmazás eredetét és a szerzői jogokat jelzi, nem szolgál a cikkben szereplő információk forrásmegjelöléseként.